# Enzichthys aizenvergi
Enzichthys aizenvergi è un pesce osseo estinto, appartenente ai platisomiformi. Visse nel Carbonifero medio (circa 320 milioni di anni fa) e i suoi resti fossili sono stati ritrovati in Europa.

## Descrizione
Questo pesce era di dimensioni minuscole, e generalmente non raggiungeva i 4 centimetri di lunghezza. Era dotato di un corpo dal profilo romboidale, molto alto e compresso lateralmente. La testa era profonda, dotata di grandi occhi e di fauci piuttosto ampie. La pinna dorsale era appuntita, situata dietro la metà del corpo e opposta alla pinna anale. La pinna caudale era collegata al resto del corpo tramite un peduncolo ed era profondamente divisa, con lobi stretti. Enzichthys era caratterizzato inoltre di scaglie a forma di bastoncino nella parte ventrale del corpo.

## Classificazione
Enzichthys era un membro dei platisomiformi, un gruppo di pesci ossei arcaici dal corpo particolarmente compresso lateralmente e molto alto. In particolare, sembra che Enzichthys fosse strettamente imparentato con il genere eponimo Platysomus. 
Enzichthys aizenvergi venne descritto per la prima volta nel 1988, sulla base di resti fossili ritrovati nella zona del Donbass, in Ucraina. 

## Paleoecologia
Questo pesce viveva in acque calme e probabilmente si nutriva di piante.